# Bregmatomyrma carnosa
Bregmatomyrma carnosa är en myrart som beskrevs av Wheeler 1929. Bregmatomyrma carnosa ingår i släktet Bregmatomyrma och familjen myror. Inga underarter finns listade.

## Bildgalleri

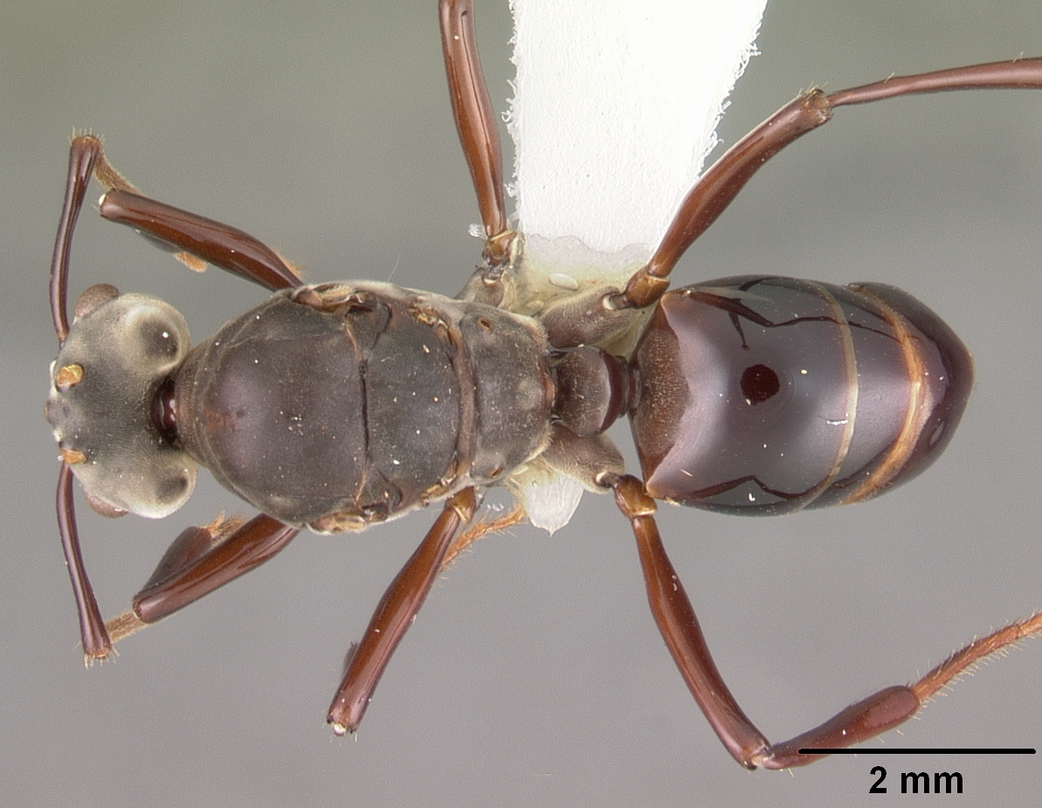
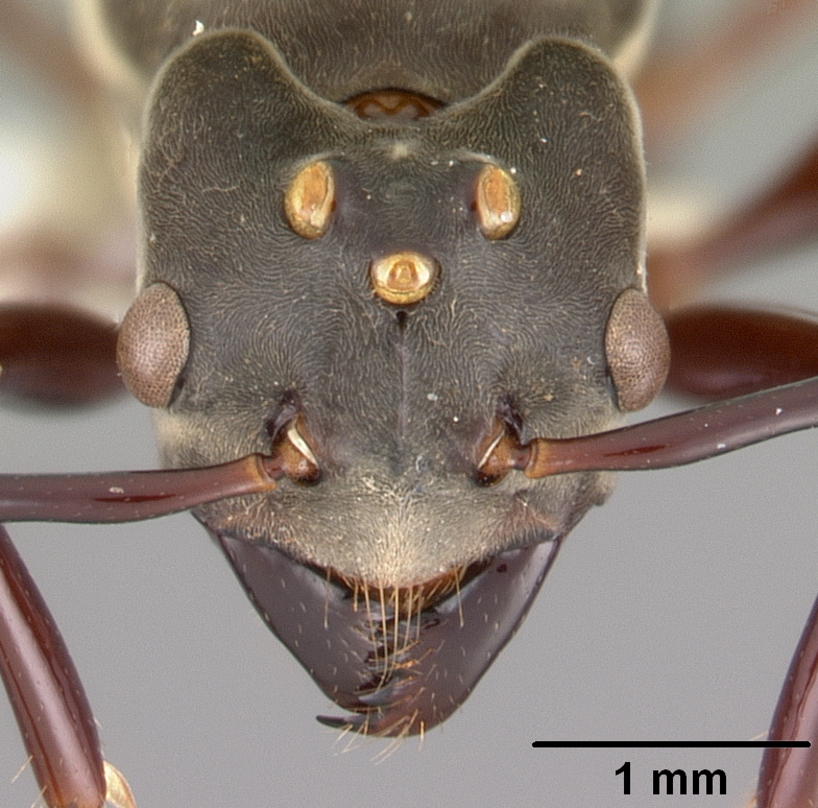
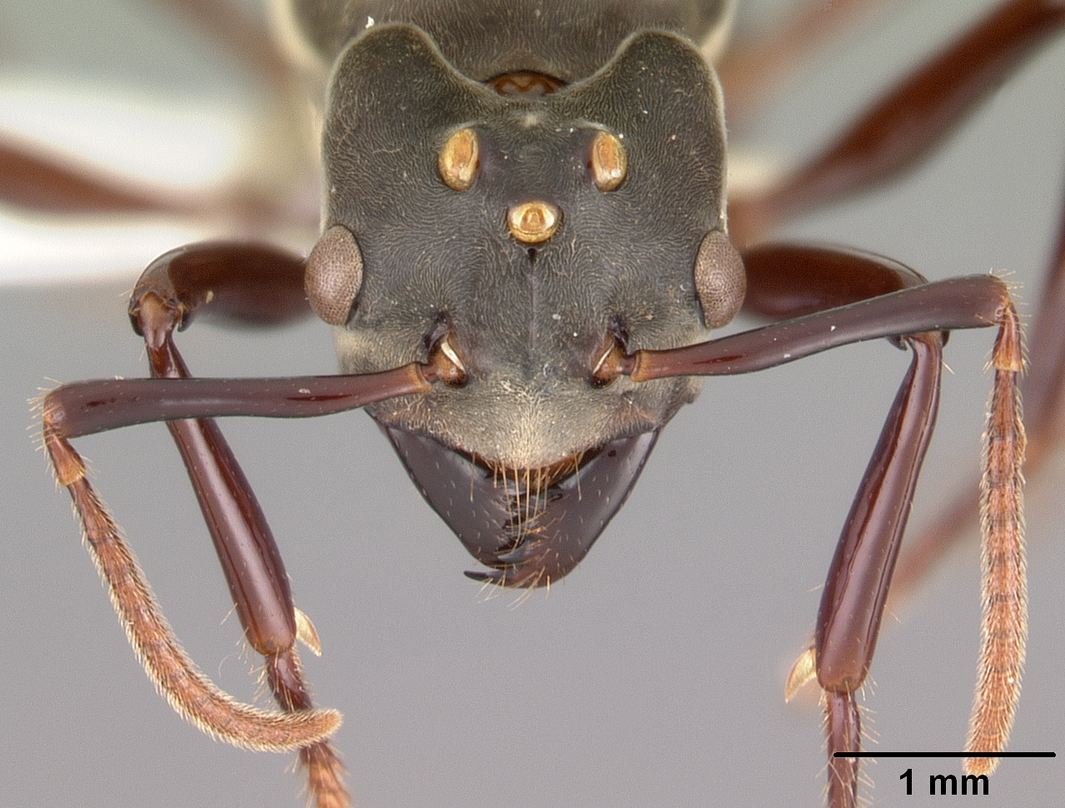
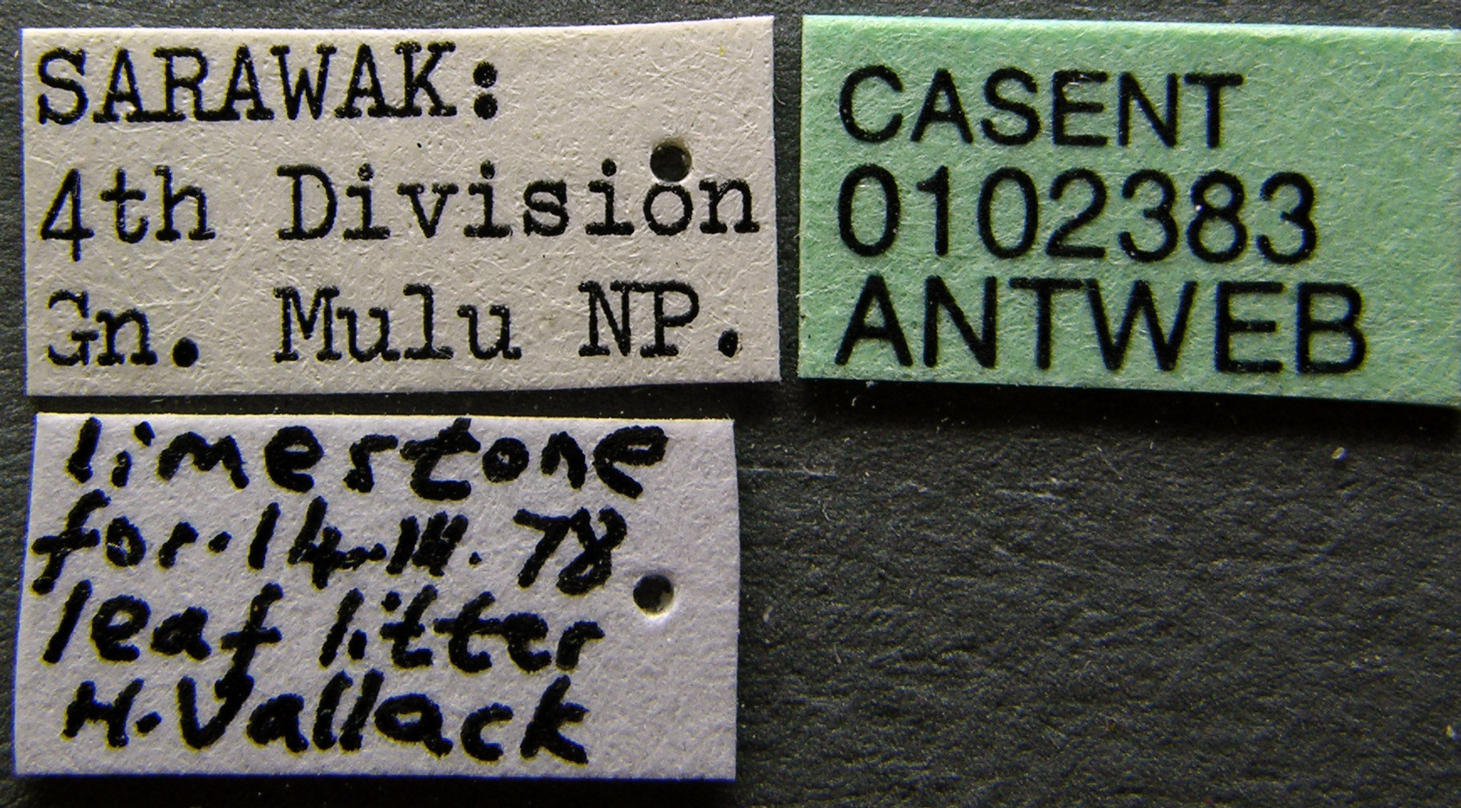
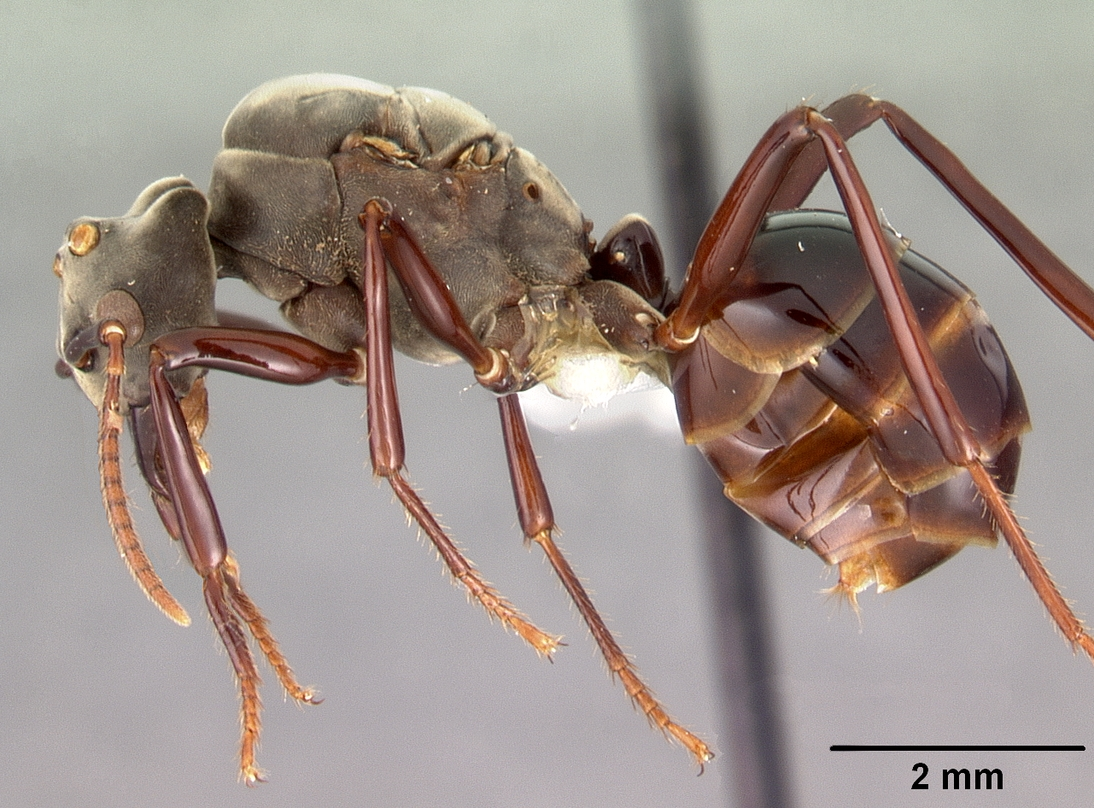
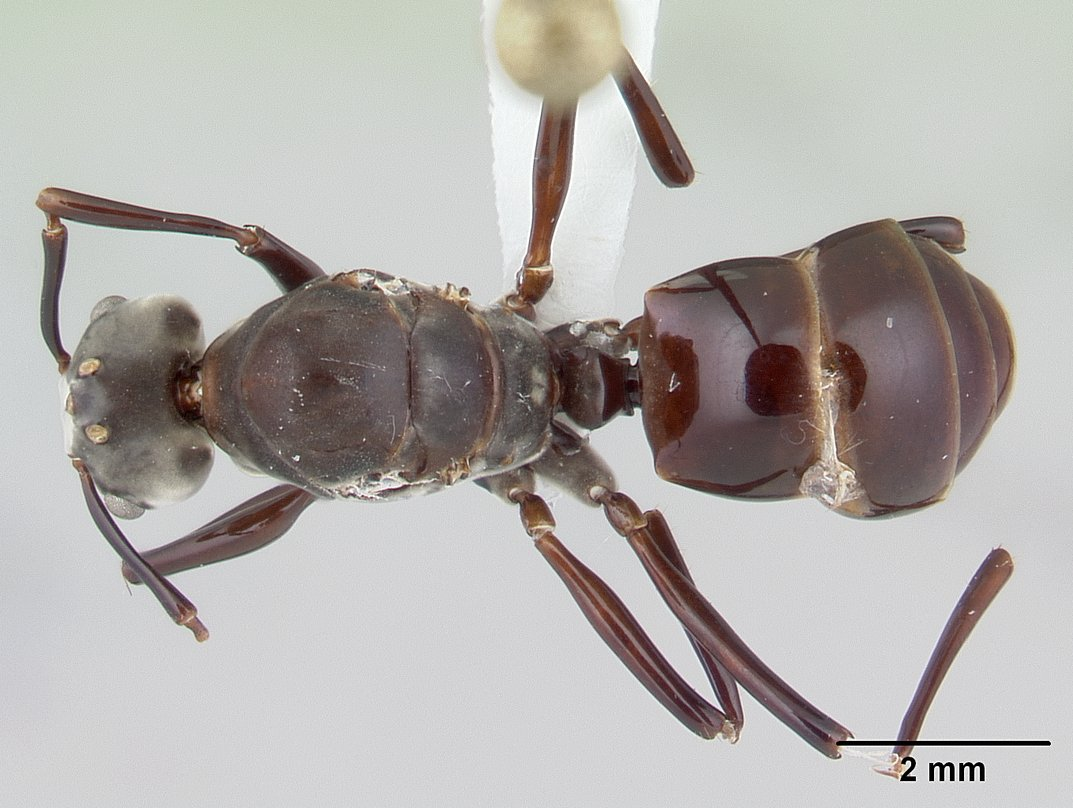